# Notion
Notion es un software de gestión de proyectos y para tomar notas. Está diseñado para ayudar a los miembros de una empresa u organización a corto plazo, objetivos y tareas en áreas de la eficiencia y la productividad. A la fecha de marzo de 2023, está disponible en inglés, coreano y chino; y francés, alemán, portugués y español en fase beta.

## Historia
Notion Labs Inc es una startup con sede en San Francisco, fundada en 2013 por Ivan Zhao. En ese momento, los fundadores rechazaron reunirse con cualquier capitalista de riesgo o discutir la adquisición de una mayor valuación. 
En marzo de 2018 lanzaron Notion 2.0, que fue recibido positivamente por Product Hunt y calificado como el producto número 1 del mes.  En ese momento, la empresa tenía menos de 10 empleados.
En junio de 2018, lanzaron la aplicación oficial para Android.